# Jelenec
Jelenec je obec na Slovensku ležící v okrese Nitra. Žije v něm přibližně 2 100 obyvatel.

## Historie
První písemná zmínka pochází z roku 1113 ze soupisu zoborského benediktinského opatství, kde je uváděn jako Gimes, později se objevuje pod názvy Gumes (1226), Guymes(1232), Gymus (1253), Inferior, Superior Ghymes (1295), Noggymus (1350), Gyemes (1356), Gymes a Maior et Minor, Kysgymes, Felgymes (1386), Gymeš (1920), Jelenec (1948).
V roce 1226 ji daroval Ondřej II. Uherský Ivankovi z rodu Hunt-Poznanových. Jeho syn Ondrej se stal zakladatelem rodu Forgáchů, kteří zde žili až do roku 1919. Ondrej dal také postavit na kopci nad vesnicí hrad, poprvé uváděný v roce 1262. Ten se na dlouhá staletí stal sídlem rodu a střediskem panství Jelenec. V letech 1576 a 1663 obec i hrad poničili Turci, v roce 1618 zase Betlenova vojska během protihabsburského povstání.
Obec získala v roce 1350 trhové právo. V roce 1610 došlo ke vzpouře poddaných. V roce 1715 měla obec vinice, v polovině 18. století je doložených pět vápenek. V roce 1833 zde postavil Karol Forgách cukrovar. Za Československé republiky si obec uchovala převážně zemědělský charakter. Obyvatelé trpěli nezaměstnaností spojenou s emigrací. Koncem třicátých let 20. století se budovala železniční trať Zlaté Moravce – Lužianky, což představovalo pro místní významnou pracovní možnost. V letech 1939 až 1958 byla v provozu pila a výrobna parket. Dne 1. října 1948 byla obec oficiálně přejmenovaná z Gýmeš na Jelenec. K podpoře cestovního ruchu byl v roce 1966 vybudován autokemp Remitáž.

## Přírodní poměry
Obec leží v severní části Žitavské pahorkatiny a na úpatí Tribečských vrchů v dolině Jelenského potoka. Její centrum se rozkládá v nadmořské výšce kolem 192 metrů, katastr mezi 170 a 500 metry. Podkladem jsou žulové horniny, křemence, vápence, třetihorní jíly a písky. Jižní část katastru je odlesněná a zemědělsky využívaná, severní je porostlá převážně listnatými lesy (duby, buky, habry, jilmy). V katastru také leží chráněný areál Jelenská gaštanica, jeden z nejstarších porostů jedlého kaštanu ve střední Evropě.

## Pamětihodnosti
- zřícenina hradu Gýmeš
- barokní kaštel z roku 1722, přestavěný ve 20. století, při něm pozdně gotická kaplička s madonou ze 16. století. Po druhé světové válce nevhodným využíváním zdevastovaný, původní park byl rozparcelován na rodinné domy.
- barokní římskokatolický kostel Povýšení svatého Kříže z roku 1720
- kaplička svatého Jana Nepomuckého z roku 1728 v severní části obce